# Erythrochrus bicolor
Erythrochrus bicolor is een vlinder uit de familie van de Hyblaeidae. De wetenschappelijke naam van de soort is voor het eerst geldig gepubliceerd in 1858 door Gottlieb August Wilhelm Herrich-Schäffer.